# Trinidad Jiménez
Trinidad Jiménez García-Herrera (tiếng Tây Ban Nha: [tɾi.niˈðað xiˈmeneθ]: sinh ngày 4 tháng 6 năm 1962) là một chính trị gia Tây Ban Nha và cũng là cựu Bộ trưởng Ngoại giao Tây Ban Nha. Bà được nhiều người coi là thân tín của các cựu thủ tướng Tây Ban Nha là Felipe Gonzalez và Jose Luis Rodriguez Zapatero . Bà là thành viên của Đối thoại Liên Mỹ.

## Cuộc sống và Giáo dục
Được sinh ra ở Málaga vào ngày 4 tháng 6 năm 1962, là con thứ ba trong số chín người con, Bà có bằng luật của Đại học Tự trị Madrid .

## Sự nghiệp
Jiménez là một chuyên gia quan hệ quốc tế. Năm 1983, khi vẫn đang theo học Khoa Luật, cùng với các sinh viên khác, Bà đã thành lập Hội Sinh viên xã hội chủ nghĩa. Bà tham gia Thanh niên xã hội chủ nghĩa của Tây Ban Nha, Thanh niên Xã hội Chủ nghĩa của Tây Ban Nha và là thành viên của Ủy ban Quan hệ Quốc tế của tổ chức này. Bà gia nhập PSOE một năm sau đó. Bà cũng chủ trì Ủy ban Quan hệ Quốc tế của Hội đồng Thanh niên Tây Ban Nha và phục vụ trong Ủy ban Thường trực của Hội đồng (1984–1986).
Bà là đại diện của Tây Ban Nha trong Chương trình Trao đổi Thanh niên NATO ở Bắc Mỹ (1989) và đứng đầu bộ phận "Các Chương trình Mới và Phát triển" của phái đoàn Tây Ban Nha thuộc Cơ quan Thực địa Hoa Kỳ. Bà cũng đã giúp điều hành Văn phòng Tổng thư ký của Ủy ban Quốc gia về "Kỷ niệm Năm năm Khám phá Châu Mỹ lần thứ năm".
Từ năm 1990 đến năm 1992, Bà  sống ở Guinea Xích đạo, và làm Giáo sư-Trợ giảng về Luật Chính trị tại Đại học Giáo dục Từ xa Quốc gia (UNED) và tại Trường Cao đẳng Tây Ban Nha ở Bata .

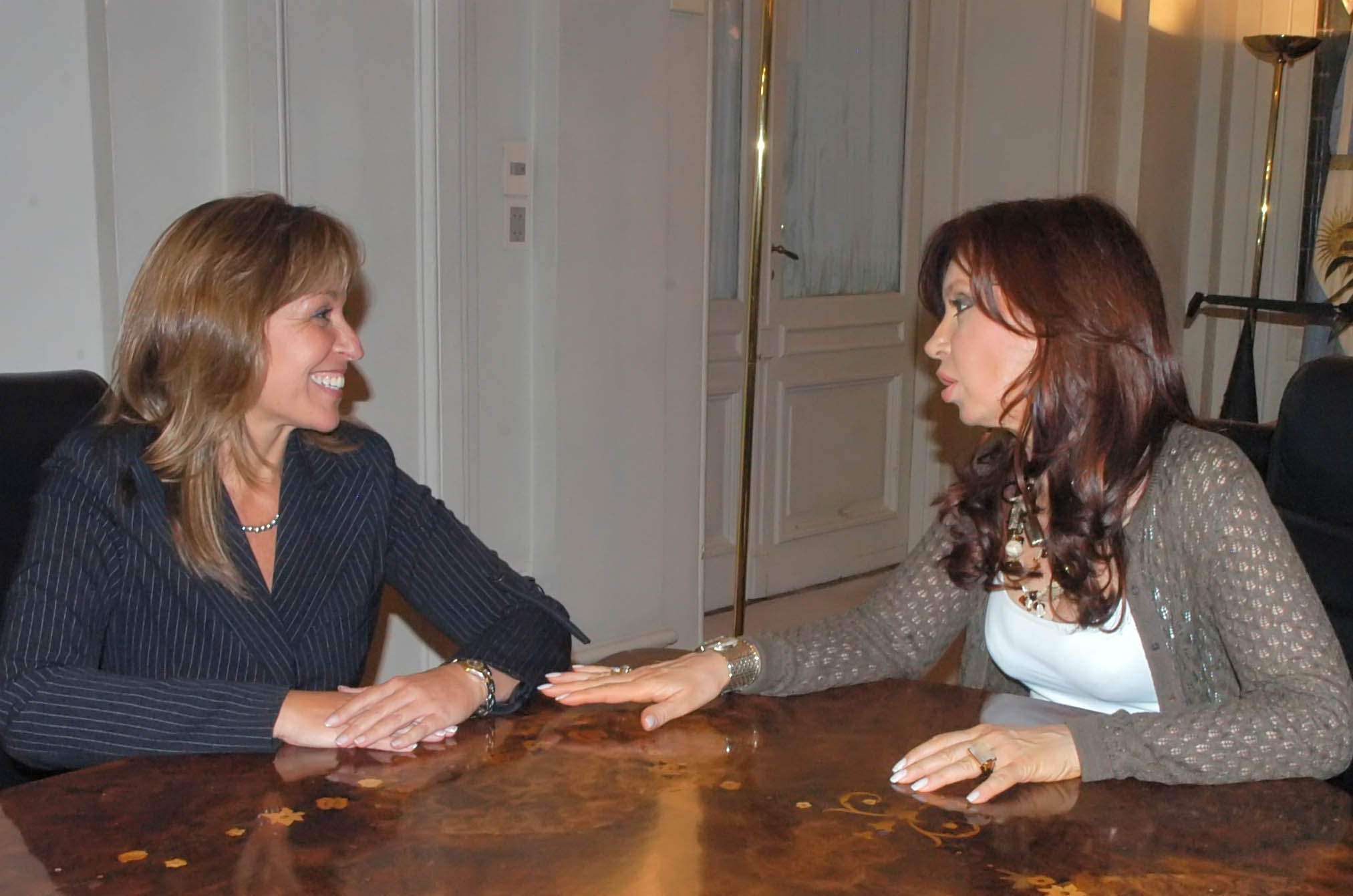
Trinidad Jiménez (bên trái) cùng với Đệ nhất phu nhân Argentina (thời điểm đó), Cristina Fernández de Kirchner.

Từ năm 1996 đến tháng 7 năm 2000, bà là Cán bộ phụ trách Quan hệ Chính trị với Hoa Kỳ trong Ban Thư ký Quan hệ Quốc tế của PSOE và từ năm 1997, là cố vấn cho cựu Thủ tướng Felipe González khi ông là chủ tịch của Tiến bộ Toàn cầu của Quốc tế Xã hội chủ nghĩa. Sau đó, bà là người phát ngôn của nhóm quốc hội về các vấn đề đối ngoại.
Năm 2003, Bà được chọn làm ứng cử viên của PSOE cho chức Thị trưởng Madrid, nhưng trước cuộc bầu cử đã được gọi làm các nhiệm vụ khác trong một vị trí mới trong Bộ Ngoại giao với tư cách là Ngoại trưởng Tây Ban Nha phụ trách ở Tổ chức các bang Ibero-Mỹ. Vào tháng 3 năm 2008, Bà được bầu vào Đại hội Tây Ban Nha đại diện cho Madrid nhưng đã từ chức chỉ một tháng sau đó.

### Thành viên của Chính phủ Tây Ban Nha (2009–2011)
Ngày 7 tháng 4 năm 2009, Bà được Thủ tướng Tây Ban Nha chọn làm Bộ trưởng Bộ Y tế và Các vấn đề xã hội
Theo yêu cầu của Zapatero, bà chống lại một chính trị gia Xã hội chủ nghĩa địa phương trong một cuộc bầu cử của đảng ở Madrid, nhưng đã thất bại. Ngày 20 tháng 10 năm 2010, bà được Zapatero bổ nhiệm làm Bộ trưởng Bộ Ngoại giao Tây Ban Nha trong một cuộc cải tổ nội các, bà thay thế cho Miguel Ángel Moratinos . Trên cương vị là bộ trưởng ngoại giao, bà đã gặp Phó Thủ tướng Trung Quốc Lý Khắc Cường trong chuyến thăm cấp cao của ông tới Tây Ban Nha vào năm 2011. Ngoài ra, bà đã dẫn đầu các cuộc đàm phán với Hoa Kỳ về việc làm sạch ở Palomares, khu vực có nhiều chất phóng xạ nhất ở Tây Âu. 5 năm sau khi tránh được sự hủy diệt hạt nhân trong một vụ tai nạn của Không quân Hoa Kỳ trong gang tấc.
Năm 2014, Bà được kế nhiệm Elena Valenciano làm phát ngôn viên nhóm quốc hội của cô trong Ủy ban Đối ngoại của Đại hội Đại biểu Quốc hội. Với tư cách này, bà đã gây chú ý khi thúc đẩy một phong trào không ràng buộc vào năm 2014 "thúc giục" chính phủ công nhận một nhà nước Palestine, khiến chính phủ Israel của Thủ tướng Benjamin Netanyahu tức giận. Sáng kiến của Tây Ban Nha được đưa ra sau khi các nhà lập pháp ở Anh và Ireland kêu gọi chính phủ của họ công nhận nhà nước Palestine.

## Quan điểm chính trị
Bà bày tỏ sự không đồng tình với Hồng Y Antonio Cañizares Llovera về ý kiến của ông cho rằng phá thai tồi tệ hơn về mặt luân lý so với ấu dâm.
Năm 2010, bà gây tranh cãi và chỉ trích gay gắt từ những người chống đối nhà lãnh đạo Venezuela Hugo Chávez khi bà nói rằng không có tù nhân chính trị nào ở Venezuela.
Vào tháng 2 năm 2020, bà đã cùng với khoảng 50 cựu thủ tướng và ngoại trưởng châu Âu ký một bức thư ngỏ được đăng bởi tờ The Guardian của Anh để lên án kế hoạch hòa bình Trung Đông của Tổng thống Mỹ Donald Trump, nói rằng nó sẽ tạo ra một tình huống giống như phân biệt chủng tộc ở những người bị chiếm đóng. Lãnh thổ của người Palestin.